# Aeolochroma mniaria
Aeolochroma mniaria là một loài bướm đêm trong họ Geometridae.